# Dicranomyia nelliana
Dicranomyia nelliana är en tvåvingeart som beskrevs av Alexander 1914. Dicranomyia nelliana ingår i släktet Dicranomyia och familjen småharkrankar. Inga underarter finns listade i Catalogue of Life.